# Macau nos Jogos Paralímpicos
Macau participou pela primeira vez nos Jogos Paralímpicos em 1988 em Seul, e desde então tem participado em todas as edições seguintes dos Jogos Paralímpicos de Verão, mas nunca participou dos Jogos Paralímpicos de Inverno ou ganhou uma medalha paralímpica.
Apesar da região administrativa especial chinesa possuir um Comité Olímpico e Desportivo de Macau, o território nunca participou dos Jogos Olímpicos e não é membro do Comité Olímpico Internacional.